# شهرستان والر (تگزاس)
شهرستان والر، تگزاس (به انگلیسی: Waller County, Texas) یک سکونتگاه مسکونی در ایالات متحده آمریکا است که در تگزاس واقع شده‌است.

## خصوصیات
شهرستان والر ۱٬۳۴۱٫۶۲ کیلومترمربع مساحت دارد.